# Pā Rūdbār
Pā Rūdbār (persiska: پا رودبار) är en ort i Iran.   Den ligger i provinsen Gilan, i den nordvästra delen av landet, 180 km nordväst om huvudstaden Teheran. Pā Rūdbār ligger 568 meter över havet och antalet invånare är 427.
Terrängen runt Pā Rūdbār är varierad. Pā Rūdbār ligger nere i en dal som går i öst-västlig riktning. Runt Pā Rūdbār är det ganska glesbefolkat, med 30 invånare per kvadratkilometer. Närmaste större samhälle är Lowshān, 19,5 km väster om Pā Rūdbār. Trakten runt Pā Rūdbār består i huvudsak av gräsmarker.